# George Nader
George Nader (Pasadena, 19 octobre 1921 - Los Angeles, 4 février 2002) est un acteur américain.

## Biographie
George Nader fait des études supérieures et détient un diplôme en théâtre du Occidental College.
Pendant la Deuxième Guerre mondiale, de 1943 à 1946, il sert dans le Pacifique comme officier de communications de la US Navy.
Démobilisé, il occupe divers emplois, tout en jouant dans des productions théâtrales. En 1947, lors de la production d'une pièce, il rencontre Mark Miller (1926-2015) qui deviendra son compagnon sa vie durant. Miller se détourne bientôt du métier d'acteur pour occuper le poste de secrétaire de l'acteur Rock Hudson. Les trois hommes développent et entretiendront une amitié indéfectible jusqu'à la mort de Hudson qui laissera à ses bons amis, qu'il considérait comme des proches, 27 millions de dollars en héritage. 
Nader décide de se consacrer résolument au théâtre à partir de 1950. Pendant les quatre années suivantes, il est de la distribution de plusieurs productions du Pasadena Playhouse, dont Été et Fumées (Summer and Smoke) de Tennessee Williams. Il fait aussi ses premiers pas au cinéma dans le western Rustlers on Horseback produit par Republic Pictures. Après plusieurs participations mineures à des films de série B, il tient un premier rôle dans le film de science-fiction Robot Monster, réalisé en 1953 par Phil Tucker. En dépit de la piètre qualité du film, le succès public attire l'attention sur lui et lui permet de décrocher des rôles plus substantiels.    

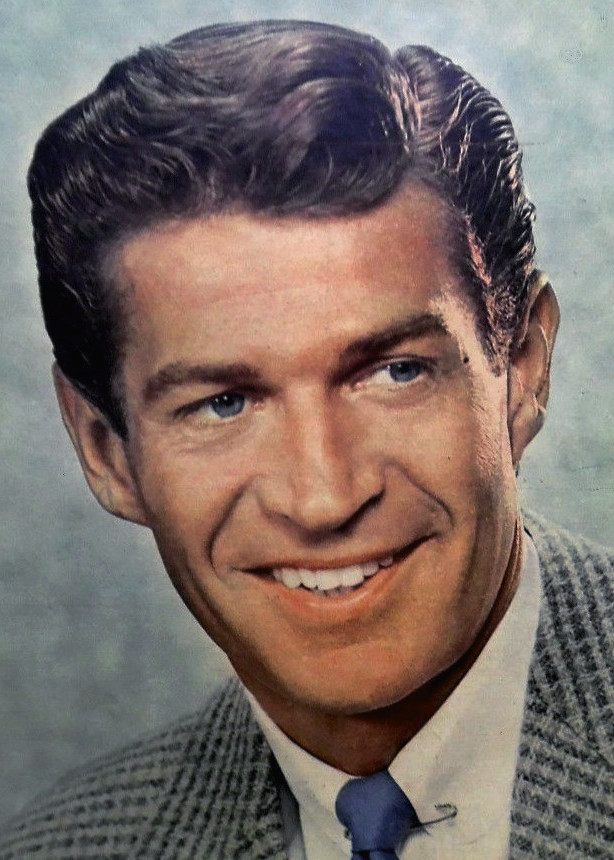
George Nader en 1956.

Ses succès répétés, son physique athlétique et ses traits virils lui permettent de décrocher un contrat avec Universal Studios en 1954, où il sera surtout employé pour tenir les premiers rôles dans les films de séries B ou pour assumer les rôles refusés par les stars du studio : Rock Hudson, Tony Curtis ou Jeff Chandler. Son premier film pour Universal est le western Quatre tueurs et une fille (Four Guns to the Border), réalisé en 1954 par Richard Carlson. Son interprétation y est remarquée et lui vaut, en 1955, le Golden Globe de la révélation masculine de l'année. Aux côtés de Tony Curtis et de Julie Adams, il joue ensuite un rôle refusé par Jeff Chandler dans La police était au rendez-vous (Six Bridges to Cross), un film noir réalisé par Joseph Pevney.
Dès la fin des années 1950, il tourne moins de films et joue surtout dans des séries et des émissions télévisées américaines, comme The Loretta Young Show (1953-1961). Il apparaît aussi dans deux épisodes de la série Alfred Hitchcock présente.
En Europe, il est connu pour avoir incarné pendant les années 1960 le détective Jerry Cotton dans une série de films allemands auprès de Horst Tappert.
Après sa carrière d'acteur, à laquelle il met fin après un accident d'automobile où il subit une blessure aux yeux, il se lance dans l'écriture et publie un roman de science-fiction homosexuel, Chrome, en 1978.
Il meurt le 4 février 2002 à l'âge de 80 ans, d'une pneumonie.
Il est l'oncle de l'acteur Michael Nader.

## Filmographie partielle
- 1950 : Rustlers on Horseback, de Fred C. Brannon
- 1951 : Le Rôdeur (The Prowler), de Joseph Losey
- 1951 : Les Coulisses de Broadway (Two Tickets to Broadway), de James V. Kern
- 1951 : Le Renard du désert (The Desert Fox: the Story of Rommel), de Henry Hathaway
- 1952 : Appel d'un inconnu (Phone Call from a Stranger), de Jean Negulesco
- 1952 : Roméo et Jeannette (Monsoon), de Rodney Amateau
- 1953 : Robot Monster, de Phil Tucker
- 1953 : Les Péchés de Jézabel (Sins of Jezebel) de Reginald Le Borg
- 1954 : Miss Robin Crusoe (en), de Eugene Frenke (en)
- 1954 : Ceux du voyage (Carnival Story), de Kurt Neumann
- 1954 : Quatre tueurs et une fille (Four Guns to the Border), de Richard Carlson
- 1955 : Grève d'amour (The Second Greatest Sex)  de George Marshall
- 1955 : La police était au rendez-vous (Six Bridges to Cross), de Joseph Pevney
- 1955 : Madame de Coventry (Lady Godiva of Coventry), de Arthur Lubin
- 1956 : Brisants humains (Away All Boats), de Joseph Pevney
- 1956 : Intrigue au Congo (Congo Crossing), de Joseph Pevney
- 1956 : L'Enquête de l'inspecteur Graham (The Unguarded Moment), de Harry Keller
- 1957 : L'Emprise de la peur (Man Afraid), de Harry Keller
- 1958 : Le criminel aux abois (Nowhere to go) de Seth Holt
- 1958 : Femmes devant le désir (The Female Animal), de Harry Keller
- 1962 : Le Secret de d'Artagnan (Il colpo segreto di d'Artagnan), de Siro Marcellini
- 1964 : Les Créatures de Kolos (The Human Duplicators), de Hugo Grimaldi
- 1967 : La Maison des mille poupées (La casa de las mil muñecas) de Jeremy Summers
- 1968 : Dynamite en soie verte, de Harald Reinl
- 1968 : L'Homme à la Jaguar rouge (Der Tod im roten Jaguar), de Harald Reinl
- 1969 : Feux croisés sur Broadway (Todesschüsse am Broadway), de Harald Reinl
- 1973 : Beyond Atlantis (en), de Eddie Romero

## Récompenses
- Golden Globe de la révélation masculine de l'année en 1955
- Bravo Otto en 1968